# Curevac
CureVac AG är ett tyskt läkemedelsföretag, som utvecklar och tillverkar läkemedel och vacciner.
CureVac grundades 2008 i Tübingen av biologen Ingmar Hoerr (född 1968) för att utveckla vacciner baserade på mRNA som verksam substans, en möjlighet som Hoerr hade upptäckt som doktorand. Detta innebär att människokroppen instrueras genom mRNA att aktivera immunförsvaret. Denna nukleinsyra programmeras med information om ett specifikt virus, injiceras i kroppen och instruerar celler att tillverka antikroppar och T-celler mot det. 
Företaget har huvudkontor i Tübingen och har verksamhet med kliniska försök i Frankfurt am Main samt har sedan 2015 ett dotterbolag i Boston i Massachusetts i USA.

## Vaccin mot covid-19
Curevac utvecklar sedan våren 2020 med stöd av Coalition for Epidemic Preparedness Innovation ett covid-19-vaccin med budbärar-RNA-teknologi. Europeiska Unionen finansierar, med upp till 80 miljoner euro, utveckling och en uppskalning av produktionen. CureVac fick i mitten av juni 2020 tillstånd av myndigheter i Tyskland och Belgien att genomföra en klinisk fas 1-studie med sin vaccinkandidat CVnCoV. Vaccinet är baserat på budbärar-RNA-teknologi.
Europeiska Unionen ingick i november 2020 förhandsavtal med Curevac om leverans av upp till 405 miljoner doser av CVnCoV.
Curevac meddelade i juni 2021 att en fas 3-studie på 40 000 personer visat på endast 47 % skyddseffekt, vilket är otillräckligt för godkännande an Europeiska läkemedelsmyndigheten.. 2021-10-12 meddelade EMA att CureVac dragit tillbaka CVnCoV från den europeiska godkännandeprocessen.